# Calcio universitario

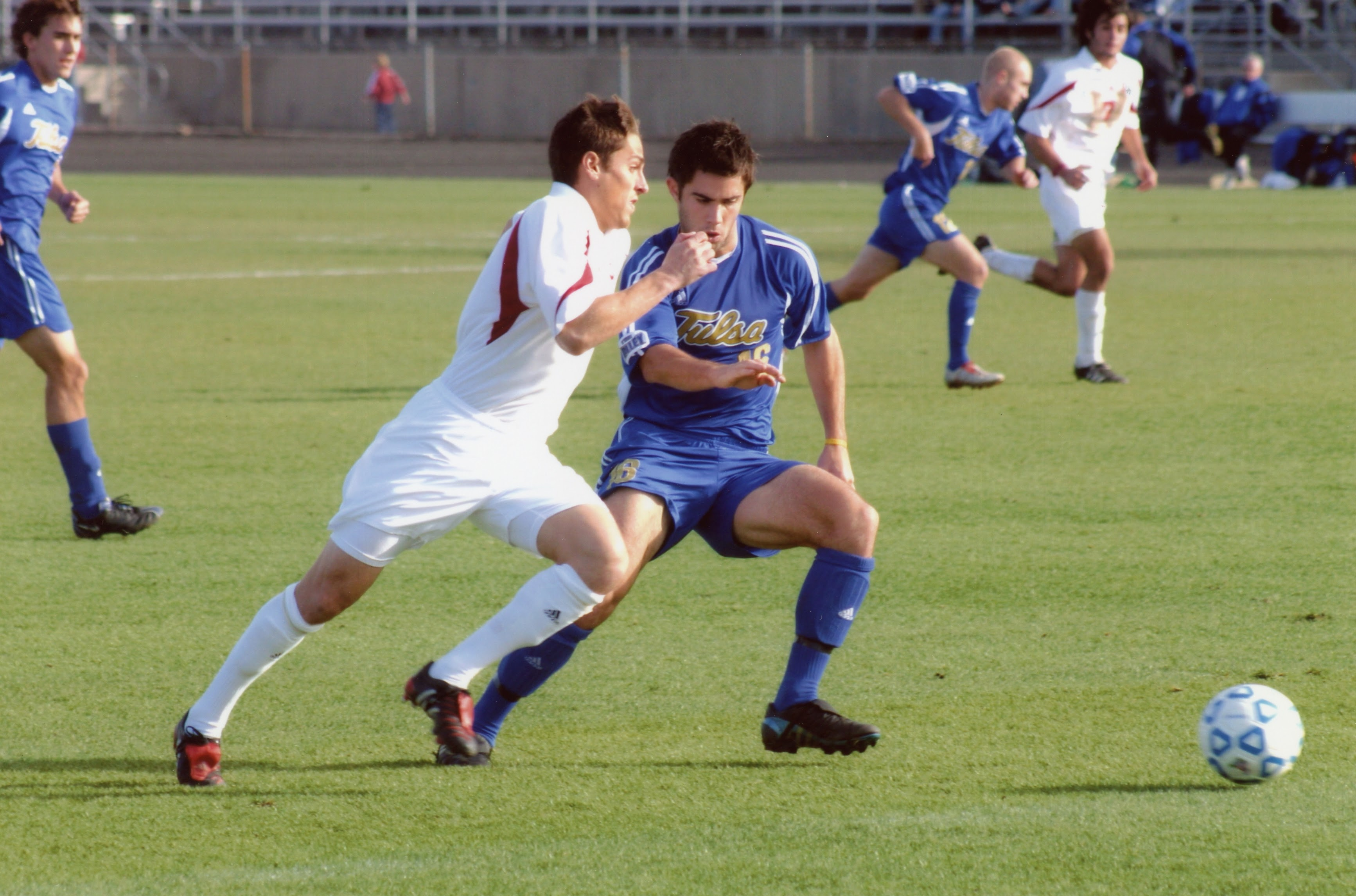
Incontro del Campionato NCAA tra Indiana University e University of Tulsa

Il termine calcio universitario indica il calcio praticato a livello di college e di università; è largamente diffuso specialmente negli Stati Uniti, Corea del Sud e Canada. La prima partita tra due squadre di college fu giocata tra la Harvard University e la Rutgers University il 6 novembre 1869.

## Stati Uniti
Negli Stati Uniti il calcio universitario è organizzato da varie associazioni, tra cui la  NCAA, la NAIA, la NCCAA e la USCAA. Molti calciatori militanti nel calcio universitario statunitense giocano per club della USL PDL durante l'estate, ed il club dei BYU Cougars, squadra di un college, gioca direttamente in PDL invece che nel campionato universitario NCAA.
Le regole sono differenti rispetto a quelle della maggior parte dei campionati di calcio professionistico, sebbene rispettino comunque le tradizionali regole del gioco del calcio: le sostituzioni sono illimitate, benché un giocatore uscito non possa rientrare nel corso della stessa frazione di gioco; inoltre, è applicata la regola del golden goal ai tempi supplementari, che proseguono per due frazioni da dieci minuti l'una, e se nessuna delle due squadre segna, la partita termina in parità, a meno che non si tratti di play-off: in tal caso, si ricorre ai tiri di rigore. Altra differenza consiste nel cronometro, che diversamente da quanto accade normalmente, esegue un conto alla rovescia che può essere interrotto dall'arbitro in caso di infortuni, sostituzioni o perdita di tempo da parte di una delle due squadre.

### Divisioni e conference

#### NCAA Division I[1]
- America East Conference
- Atlantic Coast Conference
- Atlantic 10 Conference
- Atlantic Soccer Conference
- Atlantic Sun Conference
- Big East Conference
- Big South Conference
- Big Ten Conference
- Big West Conference
- Colonial Athletic Association
- Conference USA
- Horizon League
- Ivy League
- Metro Atlantic Athletic Conference
- Mid-American Conference
- Missouri Valley Conference
- Mountain Pacific Sports Federation
- Northeast Conference
- Pacific-10 Conference
- Patriot League
- Southern Conference
- Southwestern Athletic Conference
- The Summit League
- West Coast Conference
- NCAA Division I independent schools

#### NCAA Division II
- California Collegiate Athletic Association
- Carolinas-Virginia Athletic Conference
- Central Atlantic Collegiate Conference
- Great Lakes Intercollegiate Athletic Conference
- Great Lakes Valley Conference
- Great Northwest Athletic Conference
- Gulf South Conference
- Heartland Conference
- Lone Star Conference
- New York Collegiate Athletic Conference
- Northeast Ten Conference
- Peach Belt Conference
- Pennsylvania State Athletic Conference
- Rocky Mountain Athletic Conference
- South Atlantic Conference
- Sunshine State Conference
- West Virginia Intercollegiate Athletic Conference
- NCAA Division II independent schools

#### NCAA Division III
- Allegheny Mountain Collegiate Conference
- American Southwest Conference
- Capital Athletic Conference
- Centennial Conference
- City University of New York Athletic Conference
- College Conference of Illinois and Wisconsin
- Colonial States Athletic Conference
- Commonwealth Coast Conference
- Empire Eight
- Great Northeast Athletic Conference
- Heartland Collegiate Athletic Conference
- Iowa Intercollegiate Athletic Conference
- Landmark Conference
- Little East Conference
- Massachusetts State College Athletic Conference
- Michigan Intercollegiate Athletic Association
- Middle Atlantic States Collegiate Athletic Corporation
- Midwest Conference
- Minnesota Intercollegiate Athletic Conference
- New England Small College Athletic Conference
- New England Women's and Men's Athletic Conference
- New Jersey Athletic Conference
- North Atlantic Conference
- North Coast Athletic Conference
- Northern Athletics Conference
- Northwest Conference
- Ohio Athletic Conference
- Old Dominion Athletic Conference
- Presidents' Athletic Conference
- Skyline Conference
- St. Louis Intercollegiate Athletic Conference
- Southern California Intercollegiate Athletic Conference
- Southern Collegiate Athletic Conference
- State University of New York Athletic Conference
- USA South Athletic Conference
- Upper Midwest Athletic Conference
- Upstate Collegiate Athletic Association
- University Athletic Association
- NCAA Division III independent schools
- Great South Athletic Conference

#### NAIA
- American Mideast Conference
- American Midwest Conference
- Appalachian Athletic Conference
- California Pacific Conference
- Cascade Collegiate Conference
- Chicagoland Collegiate Athletic Conference
- Dakota Athletic Conference
- Frontier Conference
- Golden State Athletic Conference
- Great Plains Athletic Conference
- Gulf Coast Athletic Conference
- Kansas Collegiate Athletic Conference
- Kentucky Intercollegiate Athletic Conference
- Heart of America Athletic Conference
- Mid-Central College Conference
- Mid-South Conference
- Midlands Collegiate Athletic Conference
- Midwest Collegiate Conference
- Red River Athletic Conference
- Sooner Athletic Conference
- Southern States Athletic Conference
- Sunrise Athletic Conference
- The Sun Conference
- TranSouth Athletic Conference
- Wolverine-Hoosier Athletic Conference
- NAIA independent schools

## Canada
In Canada sono presenti due organizzazioni che gestiscono lo sport studentesco: la U Sports a livello universitario e la Canadian Collegiate Athletic Association a livello di college. Tali organizzazioni hanno poi le loro ramificazioni a livello provinciale.

### U Sports
- Atlantic University Sport (AUS) per le tre province marittime
- Réseau du sport étudiant du Québec (RSEQ) per il Québec
- Ontario University Athletics (OUA) per l'Ontario
- Canada West Universities Athletic Association (CWUAA) per il Canada occidentale

### Canadian Collegiate Athletic Association
- Atlantic Collegiate Athletic Association (ACAA) per le tre province marittime
- Réseau du sport étudiant du Québec (RSEQ) per il Québec
- Ontario Colleges Athletic Association (OCAA) per l'Ontario
- Alberta Colleges Athletic Conference (ACAC) per Alberta e Saskatchewan
- Pacific Western Athletic Association (PACWEST) per la Columbia Britannica[3]

## Corea del Sud
In Corea del Sud la Korea University e la Università Yonsei hanno squadre di calcio, baseball, pallacanestro, hockey su ghiaccio e rugby.

## Gran Bretagna
In Gran Bretagna il calcio universitario è gestito dalla BUSA Football League.